# Edith Rosenbaum
Edith Louise Rosenbaum (12 de junio de 1879 en Cincinnati, Ohio - 4 de abril de 1975 en Londres, Gran Londres) fue una estilista y corresponsal de moda estadounidense para la revista Women's Wear Daily. 
Fue conocida por ser una de las pasajeras y supervivientes del RMS Titanic, hundido tras colisionar con un iceberg en la noche del 14 de abril de 1912. Rosenbaum portaba consigo una caja musical en forma de cerdo que reproducía una melodía llamada La Sorella, también conocida como La Maxixe (una marcha francesa inspirada en los bailes brasileños conocidos por el mismo nombre), y que utilizó para calmar a los niños del bote salvavidas en el que se encontraba, mientras se alejaban del barco siniestrado. 
En 1920, debido al creciente sentimiento antialemán como consecuencia de la Primera Guerra Mundial, tuvo que adaptar su apellido al inglés, de modo que pasó a llamarse "Edith Russell".
Su historia, conocida a nivel internacional, fue incluida en la novela de Walter Lord: A Night to Remember y en su adaptación cinematográfica.

## Biografía

### Vida personal
Nació el 12 de junio de 1879, en Cincinnati, Ohio, en el seno de una familia rica de origen judeoalemán. Su padre, Harry Rosenbaum fue director de Louis Stix & Co., industria de productos textiles.
Rosenbaum estudió en varios colegios públicos de la ciudad y en sucesivas escuelas de élite femeninas, entre las que se encontraban Mt. Auburn Young Ladies Institute y Miss Annabel's. En 1895, con 16 años, asistió a la Mrs. Shipley's en Bryn Mawr, Pensilvania.

### Carrera profesional

#### Como representante y corresponsal

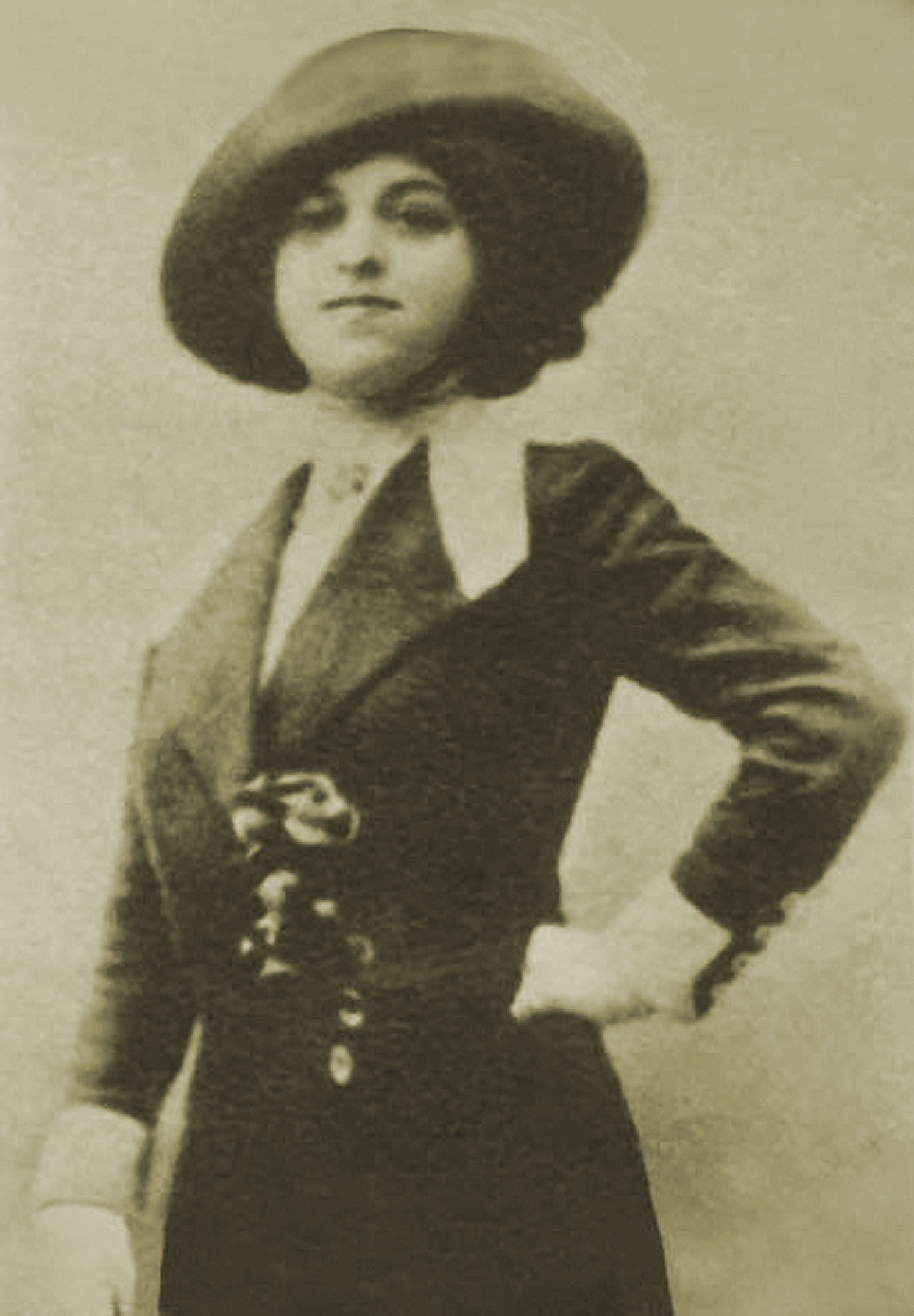
Fotografía de Rosenbaum, realizada en 1911, año en que comenzó a trabajar como estilista

Su carrera dentro de la moda empezó en 1908 cuando se trasladó a París para trabajar como representante de la casa de alta costura propiedad de Louise Chéruit en la plaza Vendôme. Posteriormente pasaría a trabajar en las oficinas parisinas de La dernière heure à Paris, periódico centrado en la moda local, para el departamento comercial de Filadelfia: Wanamaker's. También diseñó bocetos para la firma Butterick Pattern Service y otros grupos textiles estadounidenses.
En 1910, fue contratada como corresponsal en París para la revista Women's Wear Daily. Aparte de cubrir las campañas de moda estivales, hizo amistad con la [entonces] futura costurera: Jeanne Sacerdote, de quien sería una de sus primeras clientas. Como columnista tenía un espacio en la primera página donde cubría las inauguraciones de los desfiles de alta costura y análisis de los eventos y personalidades de la moda francesa.
En 1911, Rosenbaum se vio involucrada en un accidente de tráfico junto con su prometido, Ludwig Loewe, en las proximidades de Ruan, mientras se dirigían con sus amigos a las carreras de Deauville. Loewe falleció en el siniestro.  Aunque Rosenbaum sobrevivió sin haber presentado daños importantes, los médicos localizaron una contusión craneal, que le produciría leves pérdidas de memoria.
En 1912, además de escribir y reportar para el Women's Wear Daily, trabajó como corresponsal de moda en París para varias empresas norteamericanas. También asesoró a varias personalidades, como la actriz Ina Claire y la cantante de ópera Geraldine Farrar, convirtiéndose en una de las primeras estilistas conocidas. Al mismo tiempo, se dedicó al diseño y produjo una línea de ropa llamada "Elrose" para los grandes almacenes neoyorquinos de Lord & Taylor. Entre sus clientas de Elrose estaban las actrices Martha Hedman y Eleanor Painter.

#### A bordo del RMS Titanic

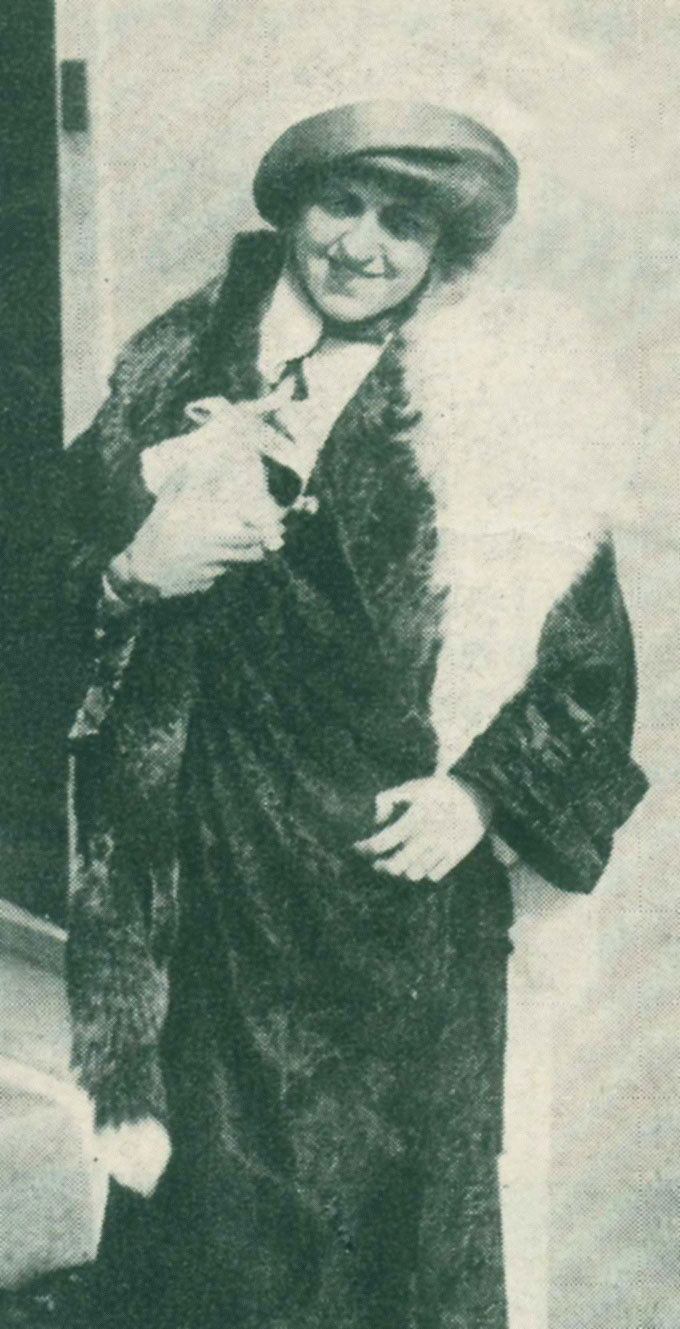
Edith Rosenbaum, fotografiada poco tiempo después del naufragio del Titanic, con su famoso cerdo musical en sus brazos. Hacia mediados de abril de 1912

El 5 de abril de 1912, al estar en París, cubrió un reportaje sobre los vestidos que llevaron el público femenino a las carreras de Auteuil. Una vez terminó su trabajo, compró un billete para subir a bordo del SS George Washington, el cual zarparía dos días después hacia Nueva York para pasar el domingo de Pascua. Sin embargo, su director le pidió que cubriera otro evento automovilístico que iba a tener lugar el domingo: París-Roubaix. 
Finalmente, el día 10, pudo embarcar en el RMS Titanic desde Cherburgo (Francia), alojándose en primera clase, en el camarote A-11, y se cree que reservó otra cabina (posiblemente, la E-63) para acomodar sus 19 piezas de equipaje, las cuales contenían la valiosa mercancía de alta costura que estaba importando. Antes de embarcar en Cherburgo, preguntó acerca de asegurar su equipaje, a lo que le respondieron de que eso sería innecesario, ya que el barco era "insumergible". No obstante, cuatro días después, el Titanic chocó contra un iceberg, lo que desembocó en su fatídico hundimiento.
Tras la colisión, Rosenbaum afirmó haber cerrado con llave todos sus baúles, antes de salir a cubierta. Mientras estaba sentada en el salón principal, observando la evacuación general, vio al sobrecargo de los camarotes, Robert Wareham, y lo llamó. Ella le comentó que estaba preocupada por su equipaje, ya que había escuchado rumores de que el Titanic había impactado contra un témpano de hielo y que iba a ser remolcado a Halifax, en Nueva Escocia (Canadá), para someterse a reparaciones, mientras los pasajeros eran trasladados a otro barco. Wareham le respondió de que "debería ir a despedirse de su equipaje". No obstante, Rosenbaum declaró que todo el material de costura que importaba estaba en esos baúles, por lo que el sobrecargo regresó a su camarote para comprobar las pertenencias y, a petición de Rosenbaum, recogió su "mascota": una caja musical en forma de cerdo con la piel con motas blancas y negras y que reproducía la melodía La Sorella (también llamada Maxixe) cuando se le daba cuerda al rabo.
Dicha caja musical fue un obsequio recibido de parte de su madre, tras descubrir que el cerdo se consideraba un "símbolo de buena suerte" en Francia, que se lo regaló después del accidente automovilístico sufrido el año anterior. Desde entonces, Rosenbaum lo llevaba consigo a todas partes, tal como le prometió a su madre. Wareham regresó con el juguete envuelto en una sábana y se lo devolvió a su dueña, la cual se dirigió al lado de estribor de la cubierta de botes. 
J. Bruce Ismay, presidente de la White Star Line, recriminó entonces a Rosenbaum que todavía no hubiera subido a ninguno de los botes salvavidas, ya que el protocolo de la época indicaba que, en caso de siniestro, "las mujeres y los niños embarcaban los primeros". Finalmente, embarcó en el bote 11 ayudada por un pasajero varón después de que un miembro de la tripulación hubiera confundido el juguete con un bebé.
En aquel momento, mientras se alejaban del navío, para calmar y entretener a los niños que se encontraban a bordo del bote, Rosenbaum decidió reproducir la melodía de su cerdo musical. Uno de aquellos niños fue Frank Aks de 10 meses de edad y con el cual coincidió años más tarde, y a quien ella le mostró la misma caja musical que lo había entretenido durante el naufragio.
Tras la tragedia, Rosenbaum demandó a la White Star por la pérdida irrecuperable de su equipaje, siendo una de las reclamaciones más notorias contra la compañía naviera realizadas por los supervivientes.

#### Carrera posterior

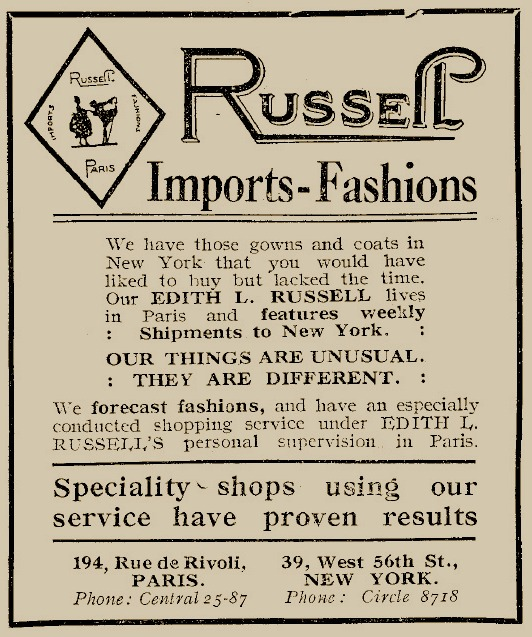
Anuncio del negocio de importación y consultoría de moda de Edith Russell, 1922

Entre 1914 y 1919, pasó a formar parte de la Cámara Sindical de Costura como observadora crítica tanto en Nueva York como en París, siendo sus opiniones citadas en la prensa con frecuencia.  
En 1915, se desempeñó como asesora para la exhibición americana de la moda, durante la Exposición Universal de San Francisco.
Continuó como corresponsal del Women's Wear Daily hasta 1917, aunque posteriormente contribuyó con nuevos artículos de manera ocasional.
En 1916, diseñó una colección de ropa deportiva para Sidney Blumenthal and Company, que incluía faldas y chaquetas de golf. 
Con la llegada de la Primera Guerra Mundial, Rosenbaum realizó un descanso de aproximadamente tres meses, al aceptar un puesto periodístico en la Cruz Roja Americana, enviando noticias de primera línea a la organización y la prensa. En este trabajo, constituyó una de las primeras mujeres corresponsales de guerra, compartiendo esta distinción con Nellie Bly, periodista del New York Evening Journal. Otras cartas que escribió, en las que describió sus experiencias en las trincheras con las tropas francesas y británicas, fueron publicadas esporádicamente, y aparecieron relatos independientes de su trabajo en el New York World y el New York Herald, entre otros periódicos.

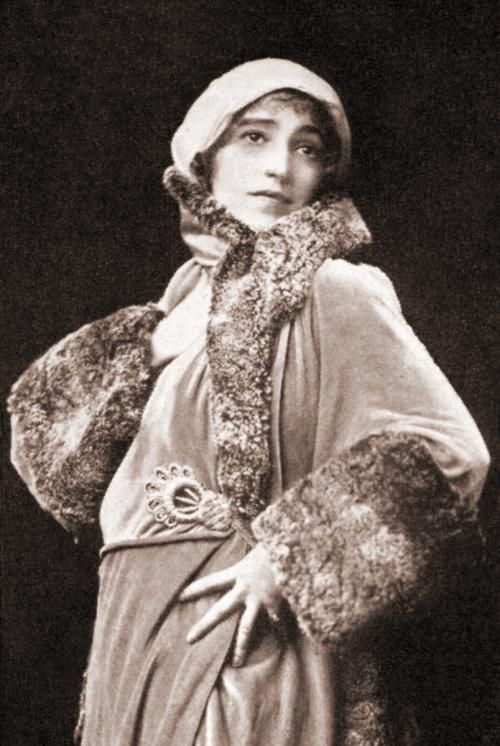
Edith Russell, fotografía de principios de los años 1930, poco después de retirarse del mundo de la moda

Su correspondencia durante la guerra fue conmovedora y extensa, pero lamentablemente nunca se publicó en su totalidad. Según el New York Herald, Rosenbaum estuvo cuatro veces en las trincheras, y en abril de 1917, mientras trabajaba en un convento habilitado como hospital, se vio atrapada por un bombardeo en el Camino de las Damas, durante la Segunda Batalla de la Aisne.
A través de varias relaciones en el mundo de la moda, desarrolló una vocación secundaria como aficionada a los perros, especializándose en los de raza pequinés, haciéndose miembro del Pekingese Club of America. Rosenbaum exhibiría sus perros a nivel nacional hasta mediados de la década de 1920, viajando con frecuencia al extranjero con ellos. También crio perros para varios clientes famosos, incluido Maurice Chevalier.  Su operación se llamaba Wee Wong Kennels y estaba ubicada en Freeport, Long Island, conocida por su prole campeona, incluida la galardonada "Tiny Toy".  La popularidad de las perreras entre las celebridades teatrales inspiró una avalancha de cobertura de noticieros.
En 1920, a causa del fuerte antigermanismo como consecuencia de la guerra, Rosenbaum tuvo que adaptar su apellido al inglés, de modo que pasó a llamarse Edith Russell. La discriminación hacia todo lo relacionado con Alemania se había extendido por las casas de costura, donde se prohibía el paso a periodistas e incluso clientes con apellidos de origen alemán.
En 1923, la Associated Dress Industries of America reconoció sus logros, y dos años después fue homenajeada por la International Ladies Garment Workers Union por su trabajo durante la guerra. En la década de 1920, Rosenbaum escribió para las revistas Cassell's, en Londres y Moda, en Roma.

### Vida posterior

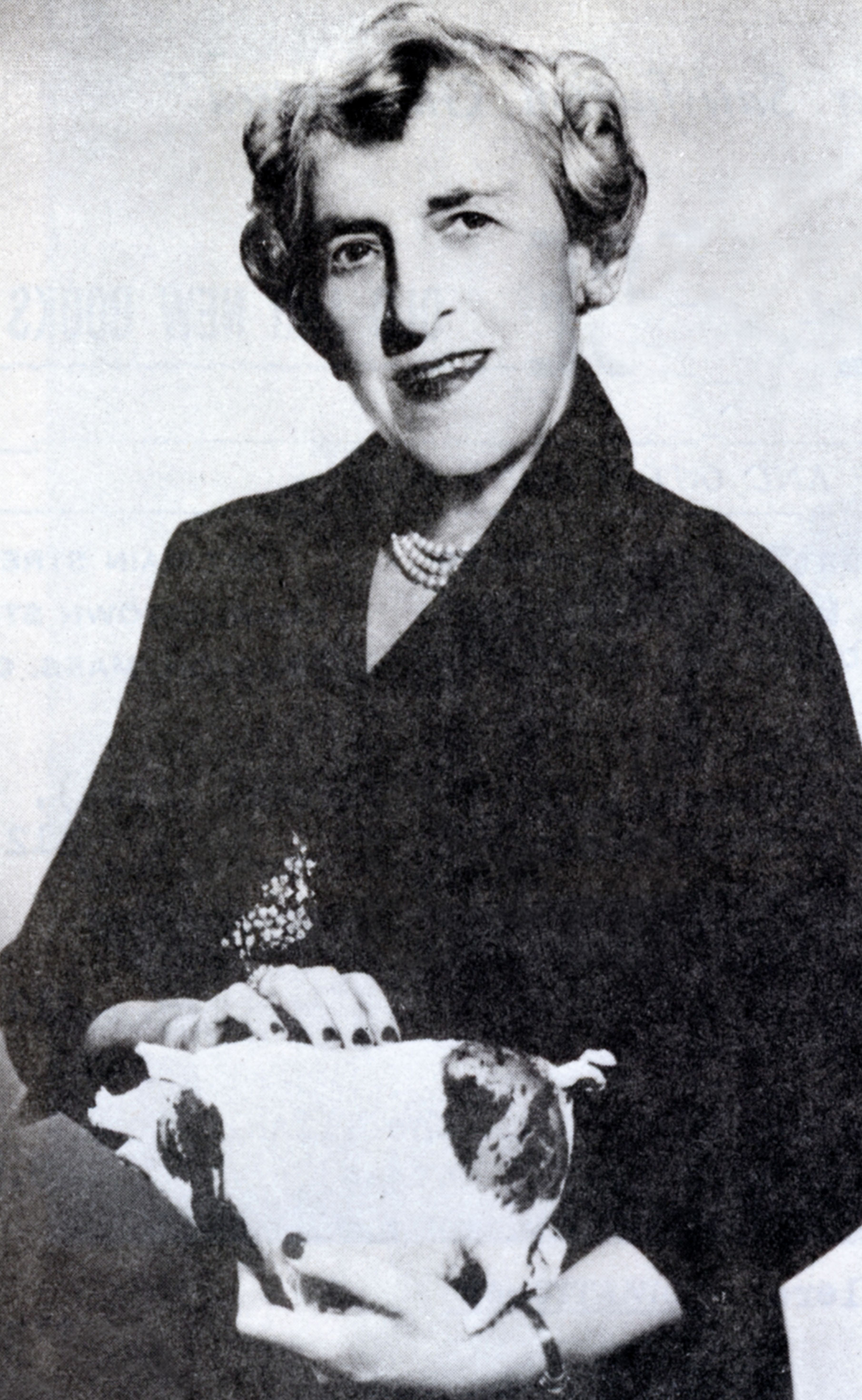
En sus últimos años, Russell fue invitada para programas de entrevistas de radio y televisión

En 1934 se retiró de la industria de la moda, no obstante, continuaría viajando por motivos laborales. Permaneció activa socialmente, entrevistándose con varias personalidades destacadas durante sus estancias en el sur francés, Mallorca, Lucerna y Roma, incluidos el duque Eduardo de Windsor, Benito Mussolini y Anna Magnani. Además, entabló una estrecha amistad con el actor Peter Lawford y su esposa Patricia Kennedy, quienes la nombraron madrina de sus hijos.
Russell vivió en el Hotel Claridge's de Londres en la década de 1940, y finalmente se mudó a una suite en el Embassy House Hotel, localizado en la misma ciudad. 
Durante los años cincuenta, se volvió cada vez más solicitada debido a la atracción de la opinión pública hacia su experiencia en el naufragio del Titanic, un tema cuya importancia se vio reducida durante las anteriores décadas como consecuencia del impacto social de las Guerras Mundiales y de la Gran Depresión; pero que había que había vuelto a entrar en la conciencia pública gracias a la reciente publicación de libros y películas que trataban sobre el desastre. En 1953, asistió a la premier de la película Titanic, publicada en ese mismo año. Más adelante, concedería entrevistas a la revista Life y a los principales diarios de Nueva York.
En varias fotografías tomadas durante esa época, aparecía junto con su famoso cerdo de juguete y con el vestido que llevó puesto aquella noche. En 1955,  Walter Lord publicó su novela A Night to Remember, en la que se incorporó la historia de Edith Russell. En 1958, colaboró como asesora para el rodaje de la película La última noche del Titanic, la cual era una adaptación cinematográfica del libro de Lord, producida por William MacQuitty. Russell y su cerdo de la suerte también fueron retratados en la película, siendo representada por la actriz Teresa Thorne.

### Últimos años
Aunque ya para entonces contaba con ochenta años, Russell se convirtió en una invitada habitual en programas de radio y televisión, la mayoría de ellos emitdos por la BBC británica, aunque también ha sido entrevistada por varios programas de televisión franceses y alemanes. Para su primera entrevista televisiva en 1956, trajo consigo a su fiel cerdo y volvió a contar el relato de su escapatoria del Titanic. Sin embargo, para ese momento, el mecanismo musical del cerdo se había roto en ese momento y no pudo tocar la melodía.  
En 1963, cuando se formó la Sociedad Histórica del Titanic en los Estados Unidos, Russell fue nombrada miembro honorario de dicha sociedad. Durante los años sesenta, escribió para la prensa popular varios artículos sobre sus experiencia en el hundimiento, entre los que se encontraban piezas que aparecían en las revistas Pageant (1953), Woman's Own (1962) y Ladies Home Companion (1964).
Edith Russell falleció el 4 de abril de 1975 en el hospital Mary Abbott de Londres, a los 95 años de edad. Sus pertenencias fueron repartidas entre familiares y amigos, incluido Walter Lord, quien heredó el cerdo musical. Tras el fallecimiento de este en 2002, dicho juguete fue legado al Museo Marítimo Nacional de Greenwich junto con el par de zapatillas con estampados florales que llevó en la noche del hundimiento.

### Legado cultural
En su expedición de 2001 a los restos del Titanic, el cineasta James Cameron y su equipo técnico descubrieron el camarote de Rosenbaum con el espejo del armario en posición vertical y en perfecto estado. En 2003, Don Lynch y Ken Marschall publicaron varias fotgrafías y otros detalles en su libro Ghosts of the Abyss. La propia Rosenbaum apareció también en el documental realizado por Walt Disney Pictures.
En 2005, la editorial Harper Collins publicó Pig on the Titanic, una obra infantil escrita por Gary Crew, basada en la estancia de Rosenbaum y su cerdo de juguete en el transatlántico.
En 2012, en conmemoración del centenario del hundimiento, se publicaron varios artículos en revistas y periódicos relacionados con Rosenbaum y el cerdo musical, además de exposiciones. En aquel año se reparó el mecanismo del juguete por lo que se pudo escuchar la melodía por primera vez en sesenta años.
Su historia ha aparecido en varias obras literarias como: Gilded Lives, Fatal Voyage de Hugh Brewster y Shadow of the Titanic de Andrew Wilson.